# Kriesha Chu (韓國歌手)
Kriesha Chu（1998年12月20日—），本名為Kriesha Ziskind Teo Tiu（韓語：크리샤 지스킨드 테오 티우），簡稱Kriesha Tiu。一名在韓國發展的菲律賓華裔美籍女歌手，目前隸屬于New Way Company。
Kriesha Chu 出身自SBS 選秀節目《K-pop Star 6》，在節目中作為「KWINs」的一員，最終獲得亞軍。
2017年5月24日，作爲Solo歌手出道。

## 生涯

### 出道前

#### Kpop Star時期
Kriesha Chu于2016年11月以本名Kriesha Tiu作爲Urban Works的練習生參賽SBS《K-pop Star 6》，其中凴矚目的美貌與精湛的唱跳實力而活躍于節目中。期間曾與前THE ARK的成員全珉柱因良好的默契而獲得評審及觀衆的好評，也一起搭檔闖入最後八強及六強。過後，在節目最後四強賽程與2017年作爲Solo歌手兼Elris組合成員出道的金昭喜和金慧琳搭檔為KWINs（퀸즈）組合。最後于節目中獲得亞軍的成績。
2017年4月，經紀公司方面確認Kriesha Chu將以5月作爲Solo歌手出道準備中。

### 出道后
2017年5月24日，以首張單曲專輯《Trouble》在首場個人Showcase出道，並演唱兩首專輯内的收錄曲。
2018年1月3日，擕首張迷你專輯《Dream Of Paradise》回歸樂壇。

## 音樂作品

### 單曲專輯
| 單曲 # | 單曲資料 | 曲目                                                                       |
| 1st    | 《Trouble》 - 發行日期：2017年5月24日 - 發行公司：Urban Works - 唱片公司：LOEN Entertainment - 語言：韓語 - 規格: 数位音乐下载 | 曲目 1. 너였으면 해 (希望是你）（feat. 龍俊亨） 2. Trouble（prob. 龍俊亨） |

### 迷你專輯
| 專輯 # | 專輯資料 | 曲目 |
| 1st    | 《Dream Of Paradise》 - 發行日期：2018年1月3日 - 發行公司：Urban Works - 唱片公司：LOEN Entertainment - 語言：韓語、英語 - 規格: CD、数位音乐下载 | 曲目 1. Like Paradise（prob. Flow Blow） 2. Sunset Dream（Korean ver） 3. Sunset Dream（English ver） 4. Falling Star（with Min Joo） |

## 影音作品

### 音樂錄影帶
| 年份   | 日期     | 歌曲名稱        | 歌手                   | 官方影片                                      |
| 2017年 | 5月23日  | Trouble         | Kriesha Chu            | 《Trouble》 MV （页面存档备份，存于）         |
| 2017年 | 12月27日 | Say you love me | 金Samuel x Kriesha Chu | 《Say you love me》 MV （页面存档备份，存于） |
| 2018年 | 1月3日   | Like Paradise   | Kriesha Chu            | 《Like Paradise》 MV（页面存档备份，存于）    |

### 其他影音
| 年份   | 日期     | 出演               | 歌曲名稱                      | 備註        |
| 2017年 | 11月16日 | Kriesha Chu、 玟周 | Jessie J - Price Tag          | Cover Video |
| 2017年 | 12月20日 | Kriesha Chu、 玟周 | Ariana Grande - Santa Tell Me | Cover Video |

## 影視作品

### 綜藝節目
| 日期                         | 頻道/平台 | 節目名稱                | 備註                                   |
| 2016年11月20日－2017年4月9日 | SBS       | K-pop Star 6            | 參賽者 最後三期以KWINs名義             |
| 2018年2月1日                 | tbs TV    | 팩트iN스타 Fact in Star | 出道前、 Kriesha Chu                   |
| 2018年5月25日                | Netflix   | Busted！明星來解謎      | 飾演秘書，實際身分為案件被害者的女兒。 |
| 2018年6月21日 - 7月19日      | JTBC      | Hit Man 히트맨          | EP 6 - 10                              |

## 外部連結
| Kriesha Chu個人網站 - Kriesha Chu的Instagram帳戶 Kriesha Chu官方社群 - Kriesha Chu的官方Daum Cafe（） - Kriesha Chu的Facebook專頁 - Kriesha Chu的X（前Twitter） - Kriesha Chu的Instagram帳戶 - YouTube上的Kriesha Chu頻道 - Kriesha Chu （页面存档备份，存于）的V Live頻道 | 其他相關社群 - Project Diary的Instagram帳戶 newwaycompany官方社群 - newwaycompany的Instagram帳戶 |